# Maria Canals i Cendrós
Maria Remei Canals i Cendrós (Barcelona, 12 de març de 1914 - Barcelona, 28 de juliol de 2010) fou una pianista catalana

## Biografia
A l'edat de 15 anys va començar la seva carrera internacional de concertista col·laborant amb les orquestres i els directors més importants de la seva època, amb un ampli repertori en què van destacar les estrenes d'algunes de les obres dels compositors catalans mes importants de la primera meitat del segle xx, i una predilecció per la música francesa.
L'any 1950 va fundar juntament amb el seu marit la prestigiosa Acadèmia de Música Ars Nova, i l'any 1954 va fundar el Concurs Internacional d'Execució Musical Maria Canals de Barcelona. Maria Canals va formar part del jurat d'alguns dels Concursos Internacionals més importants.
El 1965 el President de la República Italiana li va concedir la “Stella della Solidarità Italiana”, i el 1981 el Ministre de la Cultura de la República Francesa la va nomenar “Chevalier de l'Ordre des Arts des Lettres”. El 1990 va ésser guardonada amb la Creu de Sant Jordi per la Generalitat de Catalunya i amb la Medalla al Mérito en Bellas Artes categoria de plata concedida pel Ministerio de Cultura. El 1994 l'Ajuntament de Barcelona li va concedir la Medalla al Mèrit Artístic en la categoria d'or.
Maria Canals va publicar els llibres Una vida dins la música (Editorial Selecta) i Quaranta anys de vida del Concurs d'Execució Musical, alguns records (Publicacions de l'Abadia de Montserrat).

### Dels inicis musicals als primers concerts
Maria Canals i Cendrós va tenir com a professors Joaquim Canals (el seu pare), Lluís Millet (fundador de l'Orfeó Català i el Palau de la Música Catalana) i Ricard Viñes.
Des dels primers anys de la seva infància, Maria del Remei Canals va estar en contacte amb la música, ja que va començar els estudis de piano amb el seu pare, Joaquim Canals, que aleshores era professor de piano a l'Escola Municipal de Barcelona. A partir dels 11 anys es va matricular a l'Escola Municipal de Música; allà va rebre classes de piano del seu pare, mentre que Lluís Millet li impartia solfeig, teoria i també composició. Posteriorment Lluís Millet també li va oferir classes particulars, tot sorgint d'aquesta manera una relació d'una preciosa riquesa espiritual i un gran efecte. L'abril de 1932 va viure el seu debut professional amb dos recitals a l'Escola Municipal.
En aquests primers anys de carrera, la Maria va tenir el privilegi de comptar amb un mestre extraordinari, es tractava de Ricard Viñes que li anava a impartir classes a casa seva durant dos anys molt intensos (1941-43), i esdevingueren un punt molt important per al seu perfeccionament tècnic i expressiu, ja que la va introduir en el treball i un coneixement més profund de la música francesa. Alhora, Viñes la va introduir en els concerts que se solien organitzar en moltes residències particulars.
Després de la guerra civil, concretament el 30 de maig 1942, va oferir un concert juntament amb Ricard Viñes al Palau de la Música, on va debutar en solitari el novembre del mateix any.

### Trajectòria artística i contactes professionals. Les estrenes d'obres
Després de la Guerra Civil i gràcies a la seva trajectòria en el món de la música i els estudis i avenç en la tècnica del piano, Maria Canals s'envoltà a poc a poc de grans compositors i intèrprets que van veure en ella una intèrpret excel·lent per a les seves obres. Una altra de les amistats més destacades que va tenir va ser la de Manuel Blancafort, amic de la família des del 1933.
Blancafort la va introduir en els ambients musicals de Barcelona i li presentà els compositors Frederic Mompou i Xavier Montsalvatge, entre altres personalitats del món de la cultura i la música. Va ser precisament Blancafort qui va proposar al reconegut pianista Ricard Viñes que li pogués fer classes de piano. De Blancafort, Maria Canals en va estrenar moltes obres, com el Concert Ibèric el 3 de març de 1950, i el Nocturn nº 2 el 9 de novembre de 1947, entre d'altres.
Al llarg de la seva trajectòria com a pianista observem la seva predilecció a interpretar música del moment i del país; així, estrenà obres de Xavier Montsalvatge, Frederic Mompou, o del seu propi marit, Rossend Llates. Maria Canals, doncs, es va convertir en una pianista que va promoure tant l'estrena com la interpretació de l'obra contemporània.
“En Blancafort solia venir cada setmana una vegada. Ell em portava els trossos de música que havia pogut compondre els darrers dies i jo executava els que m'havia portat la setmana anterior. […] vaig adonar-me que en Blancafort encara que no fos pianista, em donava uns consells que jo tenia en molta estima i coincidien amb la manera de tocar dels grans pianistes [...]”, UVDLM, p. 99-100.

### Dels concerts a casa nostra a les gires internacionals
Maria Canals va iniciar la seva carrera pianística als anys quaranta, just després de la Guerra Civil. Una carrera que va discórrer per les principals capitals europees: a més de Madrid a Espanya, també a França, Itàlia, Suïssa i Alemanya, però sense oblidar les nombroses aparicions al Palau de la Música després del seu primer recital en solitari el 10 de novembre de 1942. Aquell primer programa incloïa una sèrie d'obres per les quals els principals compositors del moment es desferen en elogis vers la pianista. I des d'aleshores, al Palau, Canals va oferir recitals en moltes ocasions, incloent-hi estrenes, fins als anys seixanta, moment en què la intèrpret va donar pas a una dedicació més plena al seu propi Concurs i a la pedagogia.
Maria Canals va promoure en la seva majoria de concerts l'obra dels autors espanyols Granados, Falla, Turina, Blancafort i Mompou, motiu pel qual es convertí en una de les principals ambaixadores de la música per a piano del nostre país.
“Jo mai he posat la meva personalitat a la interpretació, he procurat entendre el que volia dir el compositor i transmetre-ho.” Entrevista diari Avui.

### De les classes particulars a l'Acadèmia Ars Nova. Un projecte fet realitat
L'any 1948, amb l'ajuda del seu promès i poc després espòs, Rossend Llates, que era crític musical, escriptor i compositor, va crear l'Acadèmia Ars Nova. Des de feia temps cada vegada costava més encabir el nombre d'alumnes que acudien al seu domicili particular i va pensar que la millor manera d'oferir un bon ensenyament seria obrint una acadèmia de música. Inicialment l'Acadèmia començà a funcionar al mateix domicili particular, però dos anys després la traslladà a un nou àtic a la Rambla de Catalunya, tot convertint-se en un prestigiós centre formatiu. Segons el que explica Maria Canals en el seu llibre Una vida dins la música:
“Ars Nova ens feia molta il·lusió i ens vam posar de ferm tant la meva mare com en Rossend, amb l'objectiu de crear una escola amb un ensenyament equivalent al dels millors conservatoris”, UVDLM, p. 214-215

### L'Acadèmia Ars Nova. Activitats de difusió i alumnes de prestigi
Des de l'inici, l'Acadèmia no només volia oferir l'excel·lència en les  seves classes, sinó que també considerava important organitzar recitals dels alumnes a diferents espais, com ara a la Sala Lluís Millet del Palau de la Música, a la Biblioteca Municipal o a l'Institut  Francès. Per a Maria Canals era molt important entrenar els alumnes a tocar davant el públic, per tal que guanyessin seguretat.
A més de recitals, l'Acadèmia també oferia una intensa activitat de conferències i cursos de música amb ponents de gran prestigi internacional, així com la creació de premis per esperonar la qualitat interpretativa dels alumnes. Fruit d'aquesta intensa activitat musical, en van començar a sorgir alguns deixebles destacats, entre ells: Maria Neus Miró, Maria Roma, Pere Carboné, Núria Escofet i Leonora Milà, la qual va ser un sorprenent cas de precocitat, ja que debutà amb tots sols set anys al Palau de la Música el 6 de gener de 1950 i esdevingué una alumna predilecta de Maria Canals; i l'any 1966, amb 24 anys, va obtenir el primer premi del Concurs Internacional Maria Canals.
A més de les activitats de l'Acadèmia, Maria Canals va crear un Curs Internacional de Música de Sitges amb el suport d'un Patronat i l'organització a càrrec de l'Ajuntament de Sitges i Conciertos Aster. El curs es va dur a terme entre els anys 1960 i 1963, amb la finalitat de posar en contacte bons executants joves de diversos països i diferents escoles.

## Obres
- Una vida dins la música, històries en rosa i negre (Barcelona: Editorial Selecta, 1970)
- Le Fou de Bor i cavitats de l'Alta Vall del Segre (colab. Carles Ribera i Ramón Viñas; Barcelona: Montblanc, 1970)
- Quaranta anys de vida del Concurs d'Execució Musical, alguns records (presentació de Joan Rigol i Roig; Barcelona: Abadia de Montserrat, 1998)

## Principals Premis i Distincions
- 1965: «Stella della Solidarità Italiana», concedida pel President de la República Italiana
- 1979: Diploma de la Generalitat de Catalunya i el Molt Honorable president Josep Tarradellas en reconeixement de la seva tasca en relació la cultura musical catalana
- 1981: «Chevalier de l'Ordre des Arts des Lettres» atorgat pel Ministre de la Cultura i de la Comunicació de la República Francesa
- 1990: Creu de Sant Jordi atorgat per la Generalitat de Catalunya
- 1990: «Medalla al Mérito en Bellas Artes» categoria de plata atorgat pel Ministeri de Cultura
- 1994: Medalla d'or al mèrit artístic atorgat per l'Ajuntament de Barcelona

## El Concurs Internacional Maria Canals
L'any 1954 va veure la llum el gran somni de Maria Canals, un concurs per a piano organitzat per la mateixa Acadèmia Ars Nova. La idea del concurs va començar a gestar-se a l'Acadèmia, però no va ser fins al 1953 que va començar a prendre cos. Va resultar una inquietud avançada, ja que de fet a Espanya no hi havia cap iniciativa semblant.
El concurs tindria com a seu principal la Sala de Concerts del Palau de la Música i alhora, i des de bon començament, caràcter internacional.
L'any 1958 el Concurs va entrar a formar part de la Federació Mundial de Concursos Internacionals de Música, la qual cosa en va afavorir la internacionalització i consolidació, tot assolint gran prestigi internacional.
El patronat fundador, juntament amb les entitats civils que hi han anat donant suport, també s'ha anat incrementant amb el pas dels anys, la qual cosa ha permès que l'activitat del Concurs, sense ànim de lucre, s'hagi consolidat com un referent mundial dels concursos per a intèrprets de piano.
Entre els principals objectius, actualment figuren el d'incentivar els joves intèrprets a desenvolupar la seva carrera com a professionals del piano i, alhora, acostar la música i també el mateix piano com a instrument a la societat i fer-ho en àmbits i espais poc convencionals.
Aquest objectiu s'emmarca dins les activitats del que s'anomena Off Concurs, que inclou un conjunt d'activitats en què la música i l'instrument es donen a conèixer paral·lelament al Concurs, i que a més fomenta el coneixement i la difusió a nivell estatal d'un concurs que des del començament és un dels principals referents mundials.